# Werner de Falkenstein
Cet article concerne un membre de la famille Falkenstein de Hesse. Pour le membre de la famille de Falkenstein à Höllental (de), qui porte le même prénom et est aussi en lien avec un Cunon de Falkenstein, voir Falkenstein (Höllental).
Werner de Falkenstein (né vers 1355 sans doute au château de Falkenstein (Palatinat) ; décédé le 4 octobre 1418 au Château de Maus) a été archevêque et prince-électeur de Trèves entre 1388 et 1418 sous le nom de Werner III. Il est le petit-neveu de son prédécesseur, Cunon II de Falkenstein (1362–1388).

## Biographie
Son père est Philippe VI de Falkenstein (de) (avant 1332–1374), sa mère Agnès de Falkenstein († 1383). Il est d'abord archidiacre de Trèves, puis devient, le 16 juin 1384 prévôt de Saint-Florin de Coblence, et est ensuite nommé prévôt de Saint-Paulin de Trèves. Après la démission de l'archevêque Cunon le 6 janvier 1388, il est d'abord nommé coadjuteur et promu archevêque le 3 avril par le Pape Urbain VI. Le 21 septembre 1388, il est enfin ordonné prêtre puis sacré évêque.
Il réussit à apaiser les rancœurs des Falkenstein à propos des fonds rassemblés par Cunon à Trèves et finance ainsi ses nombreuses querelles féodales, autour du Château de Rheinfels et des villes d'Oberwesel et de Sankt Goar, entre autres avec les seigneurs de Schleiden, de Waldeck (de), d’Ehrenberg (de), le comte de Katzenelnbogen.
Son conflit avec Oberwesel remontait à la mise en gage de cette ville d'Empire, dotée de nombreux droits et privilèges, par l'empereur Henri VII en 1309 et finalement en 1312 auprès de son frère, archevêque de Trèves, Baudouin de Luxembourg. En 1389 Werner III, fort de son droit sur la ville, commence un siège qui durera un an. Lorsque les seigneurs de Schönburg se rallient à la cause de Trèves, Wesel reste seul à défendre ses droits : un accord des deux camps conclut la guerre, sans que la ville puisse retrouver son rang de ville d'Empire.
Du fait du conflit, la région a été dévastée, l'État a fait faillite, et Werner III a dû faire face à une forte opposition du chapître cathédral. En 1399, les chanoines demandèrent au pape Boniface IX d'imposer un coadjuteur à leur évêque affaibli, ce qui ne leur fut pas consenti.
En 1402 Werner fait construire à Pellenz une forteresse à laquelle est donnée son nom, Burg Wernerseck (de), comme place forte contre l'archevêque de Cologne, Frédéric III de Sarrewerden.
Le 24 juillet 1405, il déplace les jours de foires de Mayen, jusque-là aux jours de fêtes mariales, à d'autres dates, entre autres la célèbre Lukasmarkt (de), le dimanche après la Saint-Luc (18 octobre).
Aux conciles de Pise (1409) et de Constance, il ne joue pas de rôle particulier ; il abandonne le poids de ses fonctions à son futur successeur, le prévôt du chapitre cathédral, Othon de Ziegenheim.
Il meurt pendant un assaut contre Sankt Goar, et est enterré à l'intérieur de l'église Saint-Castor de Coblence.

## Source de la traduction
- (de) Cet article est partiellement ou en totalité issu de l’article de Wikipédia en allemand intitulé « Werner von Falkenstein » (voir la liste des auteurs).